# 소도구 담당
소도구 담당(The Property Man)은 미국에서 제작된 찰리 채플린 감독의 1914년 코미디 영화이다. 찰리 채플린 등이 주연으로 출연하였고 맥 세네트 등이 제작에 참여하였다.

## 출연

### 주연
- 찰리 채플린

### 조연
- 필리스 엘렌
- 앨리스 대번포트
- 찰스 베넷
- 맥 세네트
- 조 보듀스
- 해리 맥코이
- 리 모리스
- 비비안 에드워즈